# Острівненська сільська рада
Острівне́нська сільська́ ра́да — колишня адміністративно-територіальна одиниця та орган місцевого самоврядування в Арцизькому районі Одеської області. Адміністративний центр — село Острівне.

## Загальні відомості
Острівненська сільська рада утворена в 1965 році.
14 листопада 1945 року було перейменовано село Кодкитай Новоіванівського району на село Острівне і Кодкитайську сільраду — на Острівнянську.
- Територія ради: 66,24 км²
- Населення ради: 1 306 осіб (станом на 2001 рік)
- Територією ради протікає річка Киргиж-Китай

## Населені пункти
Сільській раді підпорядковані населені пункти:
- с. Острівне

## Населення
Згідно з переписом 1989 року населення сільської ради становило 1565 осіб, з яких 754 чоловіки та 811 жінок.
За переписом населення 2001 року в сільській раді мешкало 1309 осіб.

### Мова
Розподіл населення за рідною мовою за даними перепису 2001 року:
| Мова       | Відсоток |
| ---------- | -------- |
| болгарська | 90,35 %  |
| українська | 3,52 %   |
| російська  | 3,22 %   |
| молдовська | 1,38 %   |
| гагаузька  | 0,61 %   |
| циганська  | 0,46 %   |

## Склад ради
Рада складається з 16 депутатів та голови.
- Голова ради: Станєва Софія Савівна
- Секретар ради: Сейрик Євгенія Миколаївна

### Керівний склад попередніх скликань
| Прізвище, ім'я, по батькові | Основні відомості                                                         | Дата обрання | Дата звільнення |
| --------------------------- | ------------------------------------------------------------------------- | ------------ | --------------- |
| Станєва Софія Савівна       | Сільський голова, 1955 року народження, освіта вища, член Партії регіонів | 26.03.2006   | 31.10.2010      |
| Станєва Софія Савівна       | Сільський голова, 1955 року народження, освіта вища, член Партії регіонів | 31.10.2010   |                 |

Примітка: таблиця складена за даними сайту Верховної Ради України

### Депутати
За результатами місцевих виборів 2010 року депутатами ради стали:

#### За суб'єктами висування
| Суб'єкт висування            | Кількість обраних депутатів | %    |
| ---------------------------- | --------------------------- | ---- |
| Партія регіонів              | 9                           | 56,3 |
| Самовисування                | 6                           | 37,5 |
| Соціалістична партія України | 1                           | 6,3  |

#### За округами
| № округу                     | Прізвище, ім'я, по батькові   | Дата визнання обраним | Освіта             | Партійна приналежність | Відомості про обраного депутата                            |
| ---------------------------- | ----------------------------- | --------------------- | ------------------ | ---------------------- | ---------------------------------------------------------- |
| Партія регіонів              |                               |                       |                    |                        |                                                            |
| 2                            | Дебіляк Георгій Петрович      | 01.11.2010            | вища               | член Партії регіонів   | ТОВ «Несібір», керівник                                    |
| 4                            | Панова Степанида Петрівна     | 01.11.2010            | незакінчена вища   | член Партії регіонів   | Саратський ЦПЗ-3, листоноша                                |
| 8                            | Міткова Марія Іванівна        | 01.11.2010            | середня спеціальна | член Партії регіонів   | Острівненський фельдшерсько-акушерський пункт, завідувачка |
| 10                           | Сейрик Євгенія Миколаївна     | 01.11.2010            | вища               | член Партії регіонів   | Острівненська сільська рада, секретар                      |
| 11                           | Бузіян Надія Іванівна         | 01.11.2010            | вища               | член Партії регіонів   | Острівненська загальноосвітня школа І-ІІІ ст., вчитель     |
| 12                           | Кічук Микола Іванович         | 01.11.2010            | вища               | член Партії регіонів   | Острівненська сільська рада, землевпорядник                |
| 14                           | Дебіляк Ганна Петрівна        | 01.11.2010            | середня спеціальна | член Партії регіонів   | Острівненський дошкільний навчальний заклад, завідувачка   |
| 15                           | Кустурова Тамара Федорівна    | 01.11.2010            | середня            | член Партії регіонів   | Арцизький відділ культури, бібліотекар                     |
| 16                           | Арнаут Олексій Федорович      | 01.11.2010            | середня спеціальна | член Партії регіонів   | Одеська залізниця, черговий станції                        |
| Соціалістична партія України |                               |                       |                    |                        |                                                            |
| 6                            | Арнаут Наталія Іванівна       | 01.11.2010            | вища               | позапартійна           | Острівненська загальноосвітня школа І-ІІІ ст., вчитель     |
| Самовисування                |                               |                       |                    |                        |                                                            |
| 1                            | Мілєва Людмила Михайлівна     | 01.11.2010            | вища               | позапартійна           | Острівненська загальноосвітня школа І-ІІІ ст., вчитель     |
| 3                            | Сейрик Володимир Афанасійович | 01.11.2010            | середня            | позапартійний          | ОФ ВАТ «Укртелеком», електромонтер                         |
| 5                            | Мітков Петро Макарович        | 01.11.2010            | вища               | позапартійний          | ОДЖПУЗ, тимчасово черговий                                 |
| 7                            | Сейрик Людмила Іванівна       | 01.11.2010            | середня спеціальна | позапартійна           | Острівненська сільська рада, прибиральниця                 |
| 9                            | Мілєва Євдокія Федорівна      | 01.11.2010            | середня спеціальна | позапартійна           | тимчасово не працює                                        |
| 13                           | Федченко Ольга Миколаївна     | 01.11.2010            | вища               | позапартійна           | тимчасово не працює                                        |